# Compal
Compal, designação para Companhia Portuguesa de Conservas Alimentares, SA, é uma empresa portuguesa do ramo alimentar, criada em 1952, no Entroncamento.
Na década de 60 a Compal foi integrada no maior consórcio económico português na altura: a CUF (Companhia União Fabril). Esta integração permitiu o reforço de capitais da empresa, o recurso ao crédito e a construção de uma nova unidade fabril em Almeirim (1964).
Inicialmente dedicada ao fabrico de conserva de tomate, ao longo dos anos a Compal diversificou o seu principal ramo de negócio, passando a fabricar sumos de fruta, néctares e refrigerantes, vegetais em conserva e, mais recentemente, águas gaseificadas (2005).
No ano de 1998, seguindo uma estratégia de internacionalização, a Compal entrou no mercado espanhol de sumos, e bebidas à base de sumos. Actualmente, exporta para 39 países, abrangendo os mercados da  Europa, África e Estados Unidos.
Em 2005, a Compal, que fazia parte do grupo Nutrinveste, foi vendida ao consórcio formado pela Caixa Geral de Depósitos e pela Sumolis (detentora das marcas Pepsi-Cola, 7 Up e Lipton Ice Tea, em Portugal).
Em 2007, a Compal ganhou o prémio Zenith International, na categoria inovação de melhor novo sumo, e nas categorias respeitantes ao melhor conceito,  com o produto Compal Essencial (doses individuais de fruta).
Em 2009 é criada a Sumol+Compal, resultado da integração da Compal e da Sumol.